# Pece (Ivanec)
Pece je naselje u Republici Hrvatskoj u Varaždinskoj županiji. 

## Zemljopis
Administrativno je u sastavu grada Ivanca. Naselje se proteže na površini od 1,56 km². 

## Stanovništvo
Prema popisu stanovništva iz 2001. godine u naselju Pece žive 83 stanovnika i to u 22 kućanstva. Gustoća naseljenosti iznosi 53,21 st./km².
| broj stanovnika | 66    | 68    | 73    | 83    | 109   | 85    | 91    | 124   | 130   | 107   | 102   | 96    | 94    | 99    | 83    | 81    | 79    |
|                 | 1857. | 1869. | 1880. | 1890. | 1900. | 1910. | 1921. | 1931. | 1948. | 1953. | 1961. | 1971. | 1981. | 1991. | 2001. | 2011. | 2021. |